# Krna Jela
Krna Jela (cyr. Крна Јела) – wieś w Bośni i Hercegowinie, w Republice Serbskiej, w gminie Foča. W 2013 roku liczyła 23 mieszkańców.